# イタリアから
交響的幻想曲『イタリアから』（独: Aus Italien）作品16, TrV 147は、リヒャルト・シュトラウスが1886年に作曲した管弦楽曲。標題を持つ作品の第1作である。『イタリアより』と表記される場合もある。

## 概要
シュトラウスは、彼の才能を見出した指揮者ハンス・フォン・ビューローの影響で絶対音楽を志向しており、「交響曲ヘ短調」（1884年）などを作曲していたが、作曲家アレクサンダー・リッターに感化され、リスト、ワーグナーなどの標題音楽に興味を持つようになっていた。『イタリアから』は、シュトラウスにとって初の標題音楽であるが、描写的な表現はなく、ソナタ形式などを用いた4楽章の作品である点で交響曲的であり、シュトラウスが絶対音楽から標題音楽へ創作の中心を移して行く時期の過渡的な作品となっている。

## 作曲の経緯
1886年、前年から勤めたマイニンゲン宮廷楽団を去ったシュトラウスは、ブラームスにすすめられ、4月から8月までイタリア旅行を行った。この時にスケッチが進められ、旅行の後にミュンヘンにおいて完成された。曲はビューローに献呈された。

## 初演
1887年3月2日、ミュンヘンのオデオン劇場で作曲者指揮、ミュンヘン宮廷管弦楽団によって初演された。
聴衆の反応は賛否両論であり、成功したとは言えなかったが、シュトラウスは標題音楽の道を歩む確信を得た。

## 演奏時間
約45分

## 編成
ピッコロ 1、フルート 2、オーボエ 2（2番はコーラングレ持ち替え）、クラリネット 2、ファゴット 2、コントラファゴット 1、ホルン 4、トランペット 2、トロンボーン 3、ティンパニ、小太鼓、タンブリン、シンバル、トライアングル、ハープ、弦五部

## 曲の構成
第1楽章：「カンパーニャにて」 (独: Auf der Campagna)
Andante、三部形式　　　　　　
第2楽章：「ローマの遺跡にて」 (独: In Romas Ruinen)
Allegro molto con brio、ソナタ形式
この楽章のスケッチはローマのカラカラ浴場で書かれた。
第3楽章：「ソレントの海岸にて」 (独: Am Strande von Sorrent)
Andantino、自由なソナタ形式
第4楽章：「ナポリ人の生活」 (独: Neapolitanisches Volksleben)
Finale. Allegro molto、ソナタ形式
当時流行していた登山電車のコマーシャルソング「フニクリ・フニクラ」を、古くから伝わる民謡と勘違いして用いてしまったため、演奏されるたびにシュトラウスは作曲者であるルイージ・デンツァに著作権料を支払う破目となった。